# Chinees-Noord-Koreaanse Vriendschapsbrug
De Chinees-Noord-Koreaanse Vriendschapsbrug (Chinees: 中朝友誼橋 	
中朝友谊桥, Hanyu pinyin: Zhōng cháo yǒuyì qiáo, Koreaans: 조중우의교, Jo-Jung u-ui gyo) ook wel Sino-Koreabrug genoemd (tot 1990 ook wel Yalubrug genoemd) is een verbinding over de rivier de Yalu tussen Dandong in China en Sinuiju in Noord-Korea. 
De brug is gebouwd tussen april 1937 en 1943 door het Japanse leger tussen het toenmalige Mantsjoekwo en Korea en is de hoofdverbinding tussen de twee landen. Ongeveer 70% van de handel tussen beide landen gaat over deze brug. Zowel auto- als treinverkeer maakt gebruik van de brug. Voetgangers kunnen de brug niet oversteken. De brug is smal waardoor alleen eenrichtingsverkeer mogelijk is met lange wachttijden tot gevolg.
Ongeveer 60 meter stroomafwaarts liggen de overblijfselen van een oudere brug gebouwd tussen mei 1909 en oktober 1911. De vakwerkbrug bestond uit 12 overspanningen gelegen op stenen pylonen en had een totale lengte van 944,2 meter. De vierde overspanning kon geopend worden voor de grote scheepvaart door deze 90 graden te draaien. Zowel deze brug als de nieuwe brug uit 1943 zijn zwaar gebombardeerd door Amerikaanse vliegtuigen tijdens de Koreaanse Oorlog om zo de goederenaanvoer naar het vijandelijke Noord-Korea af te sluiten. De nieuwe brug uit 1943 werd snel gerepareerd maar de oude brug uit 1911 werd gedeeltelijk nooit meer gerepareerd. De Noord-Koreanen claimden dat ze de brug nooit herbouwd hebben om er zo voor te zorgen dat de Amerikanen de bombardementen niet kunnen ontkennen. Er zijn nog vier overspanningen over aan de Chinese zijde, waardoor de brug ook wel de Broken Bridge (断桥) wordt genoemd.
Aan de Chinese kant van de brug is de brug omringd door parken en promenades, die worden gezien als zeer belangrijke toeristische attractie door de Chinese regering. Toeristenboten vertrekken van de steigers naast de brug om toeristen langs de bruggen en de Noord-Koreaanse kust aan de overzijde te varen. De vier overspanningen van de Broken Bridge zijn sinds 1993 te bezoeken door toeristen om de bomschade te kunnen bekijken. Aan het eind van de brug is er een platform voor uitzicht op Noord-Korea.
Verder stroomafwaarts wordt sinds oktober 2010 gewerkt aan een derde brug, de Nieuwe Yalubrug. De brug en de toegangswegen aan de Chinese zijde zijn gereed, maar aan de Noord-Koreaanse kant ontbreekt de noodzakelijke infrastructuur waardoor de brug niet gebruikt kan worden. 

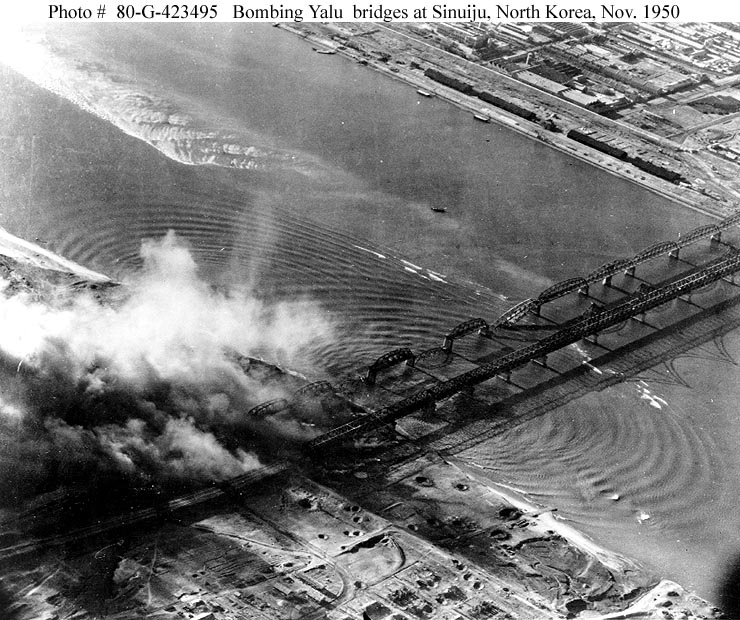
Luchtaanval op de bruggen in November 1950
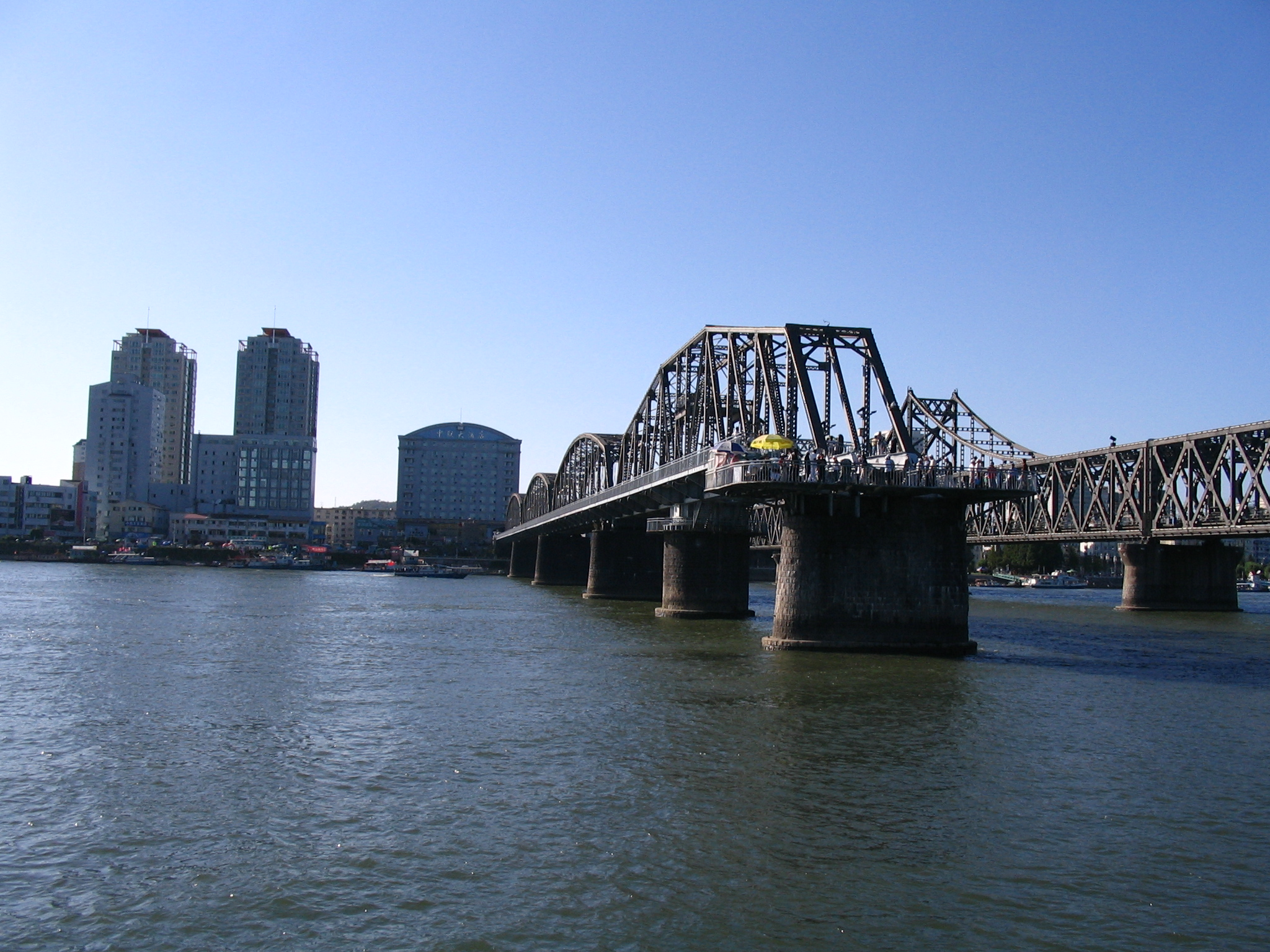
Beide bruggen vanaf het midden van de rivier